# Clay Buchholz
Clay Daniel Buchholz (ur. 14 sierpnia 1984) – amerykański baseballista, który występował na pozycji miotacza.

## Przebieg kariery
Buchholz studiował na McNeese State University, gdzie w 2004 grał w drużynie uniwersyteckiej McNeese State Cowboys. W 2005 został wybrany w pierwszej rundzie draftu z numerem 45. i początkowo grał w klubach farmerskich tego zespołu, między innymi w Pawtucket Red Sox, reprezentującym poziom Triple-A. W Major League Baseball zadebiutował 17 sierpnia 2007 w meczu przeciwko Los Angeles Angels of Anaheim notując zwycięstwo. 1 września 2007 w swoim drugim starcie w meczu z Baltimore Orioles rozegrał no-hittera jako siedemnasty miotacz i jako pierwszy debiutant w historii klubu (9 IP, 115 narzutów, 9 SO, 3 BB, HBP). W 2007 Red Sox wygrali World Series, jednak Buchholz nie zmieścił się w 25-osobowym składzie na postseason.
W 2010 po raz pierwszy został powołany do Meczu Gwiazd, jednak nie wystąpił z powodu odnowienia się kontuzji kolana, którą odniósł w meczu międzyligowym z San Francisco Giants. W kwietniu 2011 podpisał nowy, czteroletni kontrakt wart  30 milionów dolarów.
W 2013 po raz drugi otrzymał powołanie do All-Star Game, jednak występ uniemożliwiła mu kontuzja szyi. W tym samym roku zagrał w meczu numer 4 World Series, w których Red Sox pokonali St. Louis Cardinals 4–2. 20 grudnia 2016 w ramach wymiany zawodników przeszedł do Philadelphia Phillies.
W maju 2018 podpisał kontrakt z Arizona Diamondbacks. Od 2019 zawodnik Toronto Blue Jays.

## Nagrody i wyróżnienia
| Nagroda/wyróżnienie      | Lata       | Źródło |
| 2× All-Star              | 2010, 2013 | [ 3 ]  |
| Zwycięzca w World Series | 2013       | [ 9 ]  |